# Neoplocaederus scapularis
Neoplocaederus scapularis là một loài bọ cánh cứng trong họ Cerambycidae.